# Bryocryptella
Bryocryptella is een mosdiertjesgeslacht uit de familie van de Bryocryptellidae en de orde Cheilostomatida. De wetenschappelijke naam ervan is in 1906 voor het eerst geldig gepubliceerd door Cossman.

## Soorten
- Bryocryptella convexa Canu & Bassler, 1928
- Bryocryptella koehleri (Calvet, 1896)
- Bryocryptella reticulata Canu & Bassler, 1928
- Bryocryptella torquata (Jullien, 1903)
- Bryocryptella tubulata (Busk, 1861)

Niet geaccepteerde soort:
- Bryocryptella wiebachi (d'Hondt, 1977) → Simibryocryptella wiebachi (d'Hondt, 1977)